# Porcellana de Derby

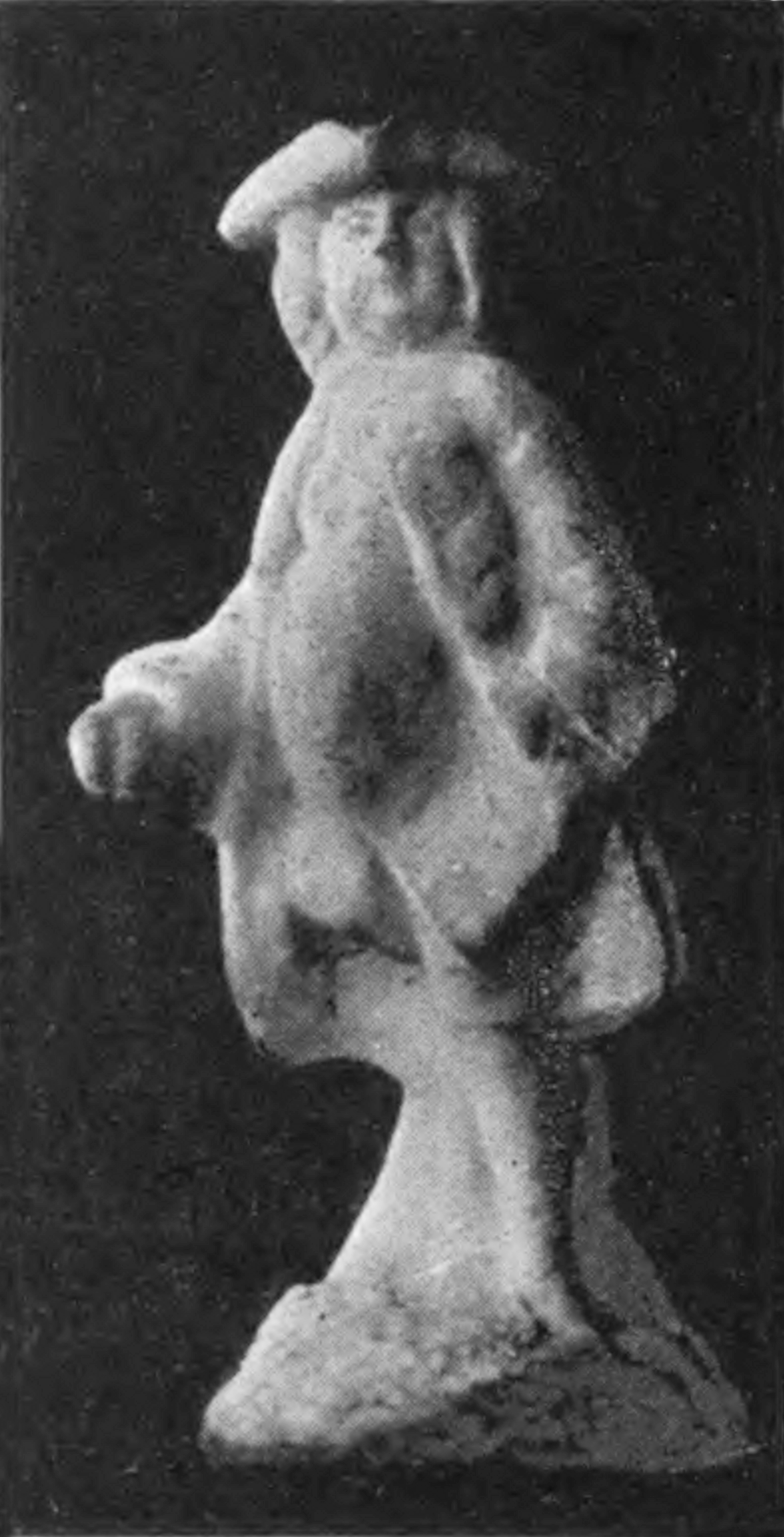
Una estatueta de bescuit feta a Derby a la dècada del 1750.

La producció de porcellana a Derby data de la primera meitat del segle xviii, encara que l'autoria i l'inici exacte de la producció continuen sent avui dia com una qüestió de conjectura. Les peces restants més antigues a finals del segle xix portaven només les paraules «Darby» i «Darbishire» i els anys 1751-2-3 com a prova de lloc i any de fabricació. Més important és el fet que la producció de porcellana a Derby és anterior a l'inici de les treballs de William Duesbury, començats el 1756 quan es va unir a Andrew Planche i John Heath per crear la fàbrica de Nottingham Road, que més tard es va convertir en la Royal Crown Derby.

## Història

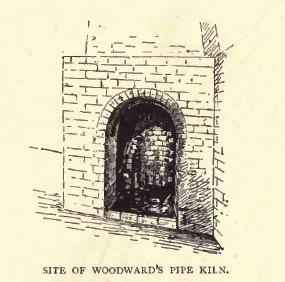
Lloc del forn de Woodward, on Andrew Planche va produir «els seus ocells, gats, gossos i ovelles».

Se sap per les mateixes notes de William Duesbury, que Derby tenia una sòlida producció de porcellana, de qualitat excepcional, a l'inici de la dècada del 1750. La prova de la qualitat del material de producció local s'evidencia pel fet que Duesbury, llavors un esmaltador conegut a Londres, haver pagat considerablement més per peces fabricades a Derby que per estatuetes fetes per les fàbriques rivals en Bow i Chelsea. Era comú a l'època què els distribuïdors comprassin porcellana blanca vidriada de diferents fabricants, i l'enviessin a esmaltadors com Duesbury per fer l'acabament final (esmaltació i pintura).
La primera menció impresa sobre la fàbrica de Derby, tanmateix, data només del desembre de 1756, quan un anunci en el «Public Advertiser», reeditat diverses vegades durant el mes, va instar els lectors a participar en una venda en subhasta a Londres, patrocinada per la Derby Porcelain Manufactory. Curiosament, no hi ha altres referències a aquesta suposada «Derby Porcelain Manufactory», cosa que suggereix que el nom va ser inventat per l'ocasió. Tot i que pot ser vist només com a jactància, l'anunci anomena la fàbrica d'una «segona Dresden», mostrant la bona qualitat dels seus productes. Naturalment, tal perfecció representava la culminació d'un llarg procés de fabricació, i res en aquest anunci indica que les vendes anuals havien estat les primeres de la fàbrica, a diferència del que passaria amb anuncis similars de fabricants de Bow i Longton Hall el 1757.
El terrisser Andrew Planche se cita sovint com un precursor de la fàbrica de porcellana a Derby. Informes sobre un «estranger en circumstàncies molt pobres» que vivia a Lodge Lane i va produir petites estatuetes de porcellana al voltant de 1745, es poden referir-se a Planche. No obstant això, com assenyala un investigador, el 1745 Planche només tenia 17 anys. La importància mateixa de Planche a la constitució de la futura Royal Crown Derby va ser minimitzada per alguns (com la neta de William Duesbury, Sarah Duesbury, que va morir el 1876), i controvertida per altres, que dubten de la seva existència. No obstant això, hi ha proves que Planche va ser realment una figura històrica, encara que certament no ha ensenyat l'art de l'esmaltat a William Duesbury.
Un seriós contendent al títol de fabricant de les peces de porcellana de la «segona Dresden» és la Cockpit Hill Potworks. Deduïm que aquesta «Derby Pot Works» ja estava en ple funcionament al voltant del 1708, a causa d'una tassa de ceràmica, que conté la inscripció John Meir va fer aquesta copa 1708. Se sap que la «Pot Works» produïa porcellana, a causa de l'anunci d'una subhasta celebrada a 1780, quan la companyia es va declarar en fallida. No es fa esment d'estatuetes esmaltades, però és molt probable que també es produïssin, en un moment en què la demanda d'aquests articles va ser alta. O, potser, aquesta branca de la producció ha estat totalment assimilada per la fàbrica de Duesbury des de mitjans dels 1750.
A causa d'una ordre de detenció establerta el 1758 en contra un cert John Lovegrove, sabem que els amos de la «Cockpit Hill Potworks» van ser William Butts, Thomas Rivett i John Heath. Heath era el banquer que més tard finançaria la construcció de la fàbrica de Nottingham Road, i Rivett va ser membre del Parlament i l'alcalde de Derby el 1715 i 1761, on es troba que els socis de la Potworks van ser homes rics i influents en la societat local. No obstant això, la competència amb la fàbrica de Nottingham Road sembla haver estat fatal. Ja en 1772, la qualitat de la producció de Potworks havia caigut fins al punt que un visitant va classificar-la com a «imitació de la pisa de la Reina, però no es pot comparar amb l'original, el producte de Staffordshire». El 1785, la fàbrica va tancar les portes definitivament.

## Marques de porcellana de Derby

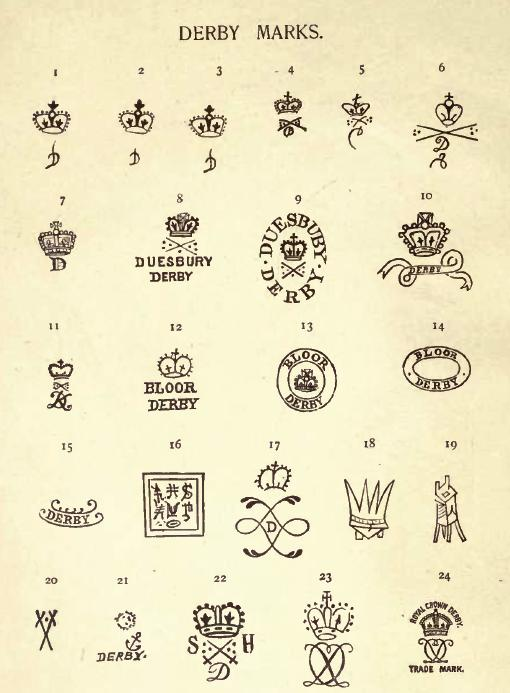
Marques fetes a la porcellana de Derby.

Del llibre «Bow, Chelsea, and Derby Porcelain» de William Bemrose (1898):
- 1, 2, 3 - Primeres marques Derby, generalment de color blau (alguns exemples són coneguts on la Corona i D s'utilitzen separadament s'utilitzen per separat, probablement un descuit dels obrers).
- 4 - Espases creuades, corona, i D, i 6 punts, curosament pintades de blau, més endavant en castany rogenc, utilitzat des d'aproximadament 1782.
- 5, 6 - El mateix, menys curosament pintat en vermell.
- 7, 8, 9, 10 - Marques posteriors de Duesbury, generalment en vermell.
- 11 - Duesbury & Kean, rarament utilitzades, al voltant de 1795 a 1809.
- 12, 13, 14, 15 - Marques Bloor, des de 1811 fins a 1849.
- 16, 17, 18, 19 - Marques quasi orientals utilitzades en diverses ocasions. Nº 17 és una imitació de la marca de Sèvres.
- 20 - Marca Dresden, d'ús freqüent en les estatuetes.
- 21 - Marca Derby, es suposa que ha estat utilitzada per Holdship quan a Derby, aproximadament 1766. Rara.
- 22 - Stephenson & Hancock, King Street Factory, 1862, mateixa marca utilitzada després per Sampson Hancock, i ara en ús, 1897.
- 23 - Marca utilitzada per la Derby Crown Porcelain Co., Osmaston Road, des de la seva creació el 1877 fins a desembre de 1889.
- 24 - Aquesta marca adoptada per la cia. citada quan Sa Majestat va concedir l'ús del prefix «Real», el 3 de gener de 1890.